# Cyril Baselios Malancharuvil
Cyril Baselios Malancharuvil (in malayalam: മോറന്‍ മോര്‍ സിറില്‍ അസെലിഒസ് അതൊല്കിഒസ് ബാവ; Pandalam, 16 agosto 1935 – Trivandrum, 18 gennaio 2007) è stato un arcivescovo cattolico indiano della Chiesa cattolica siro-malankarese.

## Biografia
Cyril (al secolo James) Malancharuvil nacque a Pandalam, nel Kerala, il 16 agosto 1935.

### Formazione e ministero sacerdotale
Nel 1951 entrò nella Congregazione dell'imitazione di Cristo e prese il nome religioso di Cyril. Compì gli studi ecclesiastici superiori al Pontificio ateneo di Pune, ove conseguì la licenza in filosofia e teologia.
Il 4 ottobre 1960 fu ordinato presbitero a Pune. L'anno successivo venne inviato a Roma ove si laureò in diritto canonico presso la Pontificia Università Gregoriana.
Ritornato in patria, lavorò come professore di teologia nel seminario regionale "San Tommaso" di Kottayam e nel Pontificio seminario interrituale di Alwaye.
Nel 1970 si recò brevemente negli Stati Uniti dove ottenne il master in psicologia alla St. John's University di New York.
Fu consultore della Pontificia commissione per la revisione del codice di diritto canonico orientale. Nel 1974 fu eletto superiore generale della sua congregazione religiosa.

### Ministero episcopale
Il 28 ottobre 1978 il sinodo della Chiesa siro-malankarese lo elesse primo eparca di Battery. Ricevette l'ordinazione episcopale il 28 dicembre successivo dall'arcieparca di Trivandrum Benedict Varghese Gregorios Thangalathil, coconsacranti l'arcieparca di Damasco dei Siri Eustathe Joseph Mounayer e l'eparca ausiliare di Trivandrum Paulos Philoxinos Ayyamkulangara.
Il 6 novembre 1995 fu eletto arcieparca di Trivandrum e capo della Chiesa cattolica siro-malankarese. Il 9 gennaio successivo papa Giovanni Paolo II gli impose il pallio nella Città del Vaticano.
Il 10 febbraio 2005 la Chiesa cattolica siro-malankarese venne elevato al rango di Chiesa arcivescovile maggiore. Cyril Malancharuvil fu il primo arcivescovo maggiore e il suo nome completo era Moran Mor Cyril Baselios Catholicos.
Malancharuvil aveva buoni rapporti ecumenici con la Chiesa ortodossa siriaca del Malankara, con la Chiesa ortodossa siriaca, con la Chiesa siro-malankarese Mar Thoma e con le altre Chiese di San Tommaso.
Morì a Trivandrum il 18 gennaio 2007 per un attacco cardiaco.

## Genealogia episcopale e successione apostolica
La genealogia episcopale è:
- Patriarca Ignatius Abded Mshiho II
- Catholicos Baselios Geevarghese I
- Arcivescovo Ivanios Givergis Thomas Panickerveetil
- Arcivescovo Benedict Varghese Gregorios Thangalathil, O.I.C.
- Arcivescovo Cyril Baselios Malancharuvil, O.I.C.

La successione apostolica è:
- Vescovo Geevarghese Divannasios Ottathengil (1997)
- Vescovo Yoohanon Chrysostom Kalloor (1998)
- Vescovo Joshuah Ignathios Kizhakkeveettil (1998)
- Cardinale Isaac Cleemis Thottunkal (2001)
- Vescovo Joseph Thomas Konnath (2005)